# Розел (Илиноис)
Розел (енгл. Roselle) град је у америчкој савезној држави Илиноис.

## Демографија
По попису из 2010. године број становника је 22.763, што је 352 (-1,5%) становника мање него 2000. године.
| Група             | 2000.          | 2010.          |
| Белци             | 19.578 (84,7%) | 17.885 (78,6%) |
| Афроамериканци    | 383 (1,7%)     | 584 (2,6%)     |
| Азијати           | 1.685 (7,3%)   | 2.075 (9,1%)   |
| Хиспаноамериканци | 1.197 (5,2%)   | 1.867 (8,2%)   |
| Укупно            | 23.115         | 22.763         |